# Vlădiceni, Iași
Vlădiceni este un sat în comuna Tomești din județul Iași, Moldova, România.

## Legături externe
Materiale media legate de Vlădiceni la Wikimedia Commons